# Kabinet-Modrow
Het kabinet-Modrow regeerde over de Duitse Democratische Republiek van 18 november 1989 tot 12 april 1990. Het was het eerste kabinet van de DDR na de val van de Berlijnse Muur.
| Functie                                                             | Persoon | Partij                     |
| ------------------------------------------------------------------- | --- | -------------------------- |
| Minister-president                                                  | Hans Modrow | SED/PDS                    |
| Vicepremier (voor economische zaken)                                | Christa Luft | SED/PDS                    |
| Vicepremier (voor plaatselijke staatsorganen)                       | Peter Moreth | LDPD                       |
| Vicepremier (voor kerkelijke aangelegenheden)                       | Lothar de Maizière | CDU                        |
| Minister van Buitenlandse Zaken                                     | Oskar Fischer | SED/PDS                    |
| Minister van Binnenlandse Zaken                                     | Lothar Ahrendt | SED/PDS                    |
| Minister van Defensie                                               | Theodor Hoffmann | SED/PDS                    |
| Minister van Financiën en prijzen                                   | Uta Nickel (tot 24 januari 1990) Walter Siegert                                                                               | SED/PDS                    |
| Minister van Onderwijs en Jeugdzaken                                | Hans-Heinz Emons | SED/PDS                    |
| Minister van Cultuur                                                | Dietmar Keller | SED/PDS                    |
| Voorzitter van de staatsplanningscommissie (tot 11 januari 1990)    | Gerhard Schürer | SED/PDS                    |
| Voorzitter van het economisch comité (vanaf 11 januari 1990)        | Karl Grünheid | SED/PDS                    |
| Minister van zware industrie                                        | Kurt Singhuber | SED/PDS                    |
| Minister van machinebouw                                            | Karl Grünheid (tot 12 januari 1990) Hans-Joachim Lauck                                                                        | SED/PDS                    |
| Minister van lichte industrie                                       | Gunter Halm | NDPD                       |
| Minister van wetenschap en techniek                                 | Peter-Klaus Budig | LDPD                       |
| Minister van handel en voorzieningen                                | Manfred Flegel | NDPD                       |
| Minister van bouw en volkshuisvesting                               | Gerhard Baumgärtel | CDU                        |
| Minister van buitenlandse handel                                    | Gerhard Beil | SED/PDS                    |
| Minister van toerisme                                               | Bruno Benthien | LDPD                       |
| Minister van gezondheid en sociale zaken                            | Klaus Thielmann | SED/PDS                    |
| Minister van justitie                                               | Hans-Joachim Heusinger (tot 11 januari 1990) Kurt Wünsche                                                                     | LDPD                       |
| Minister van post en telecommunicatie                               | Klaus Wolf | CDU                        |
| Minister van verkeer                                                | Heinrich Scholz tot februari 1990 Herbert Keddi                                                                               | SED/PDS                    |
| Minister voor milieu en waterbeheer                                 | Hans Reichelt tot 11 januari 1990 Peter Diederich                                                                             | DBD                        |
| Minister voor landbouw, bosbouw en levensmiddelen                   | Hans Watzek | DBD                        |
| Minister voor arbeid en lonen                                       | Hannelore Mensch | SED/PDS                    |
| Leider van het ambt voor nationale veiligheid (tot 11 januari 1990) | Wolfgang Schwanitz | SED/PDS                    |
| Regeringsvoorlichter                                                | Wolfgang Meyer | SED/PDS                    |
| Minister zonder portefeuille vanaf 5 februari 1990                  | Tatjana Böhm Rainer Eppelmann Sebastian Pflugbeil Gerd Poppe Walter Romberg Klaus Schlüter Wolfgang Ullmann Matthias Platzeck | UFV DA NF IFM SDP GP DJ GL |